# Bentley Bentayga
Le Bentley Bentayga est un SUV du constructeur automobile britannique Bentley qui est produit depuis novembre 2015. Le nom est dévoilé lors du salon automobile de Détroit 2015.

## Présentation
Le Bentley Bentayga est présentée en Allemagne au Salon de Francfort en septembre 2015, équipée d'un moteur essence W12 de 6 litres de cylindrée. Son nom est inspiré d’un Roque des Iles Canaries (Rocher Bentayga) et elle est présentée comme le SUV « le plus rapide, puissant, luxueux et exclusif au monde » par Wolfgang Dürheimer, PDG de Bentley Motors.
C'est le premier SUV de l'histoire de la marque anglaise, et en 2017 il est le premier véhicule de la marque à recevoir un moteur diesel. En 2018, il devient le premier véhicule hybride rechargeable de la marque.
Bentley annonce avoir vendu 5 000 Bentayga en 2017, le SUV représentant près de 50 % des ventes du constructeur de Crewe.
En juin 2020, Bentley annonce avoir vendu 20 000 Bentayga à travers le monde. Ce qui fait une moyenne d'un peu plus de 16 SUV vendus par jour.

Bentley Bentayga
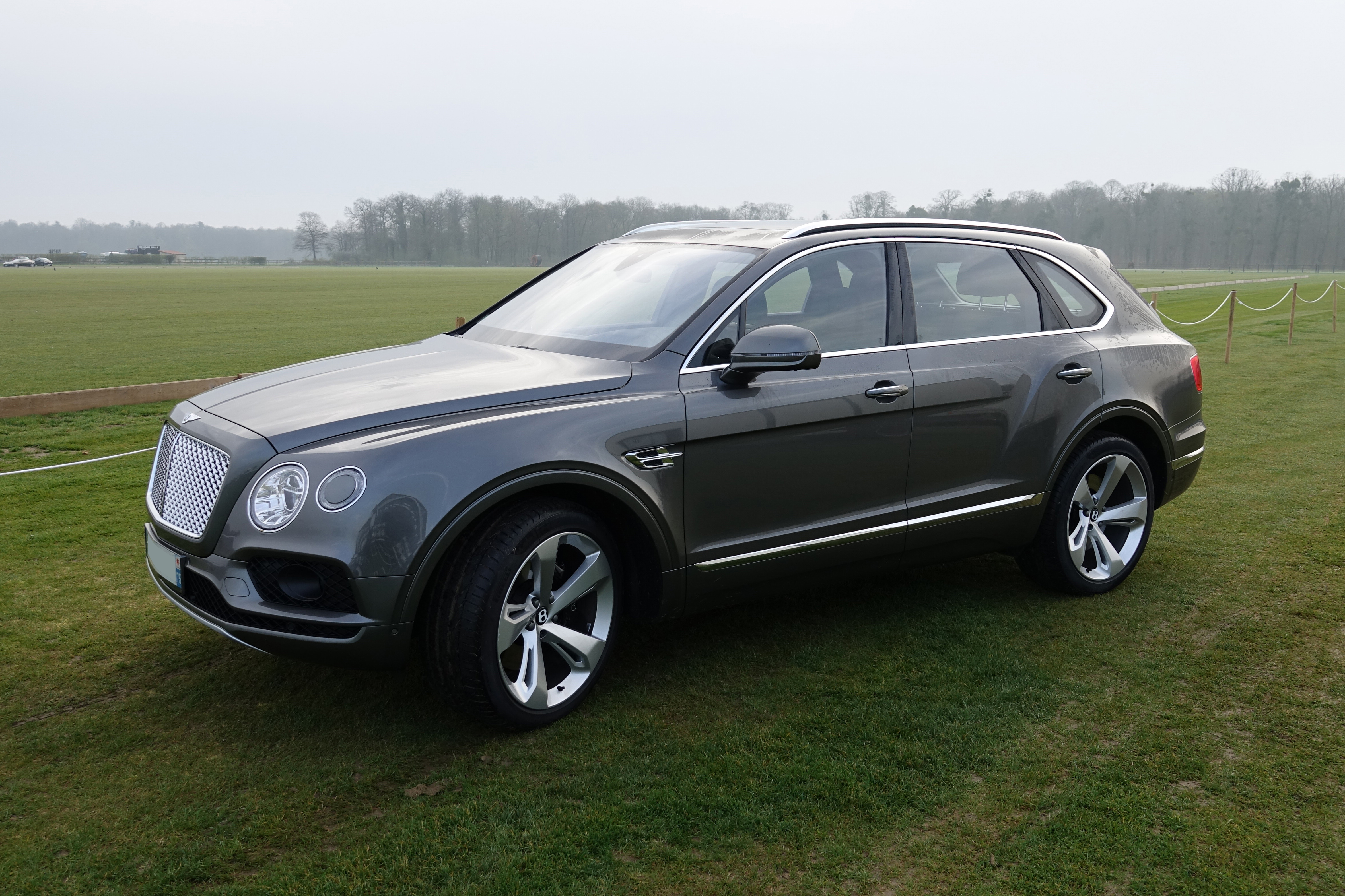
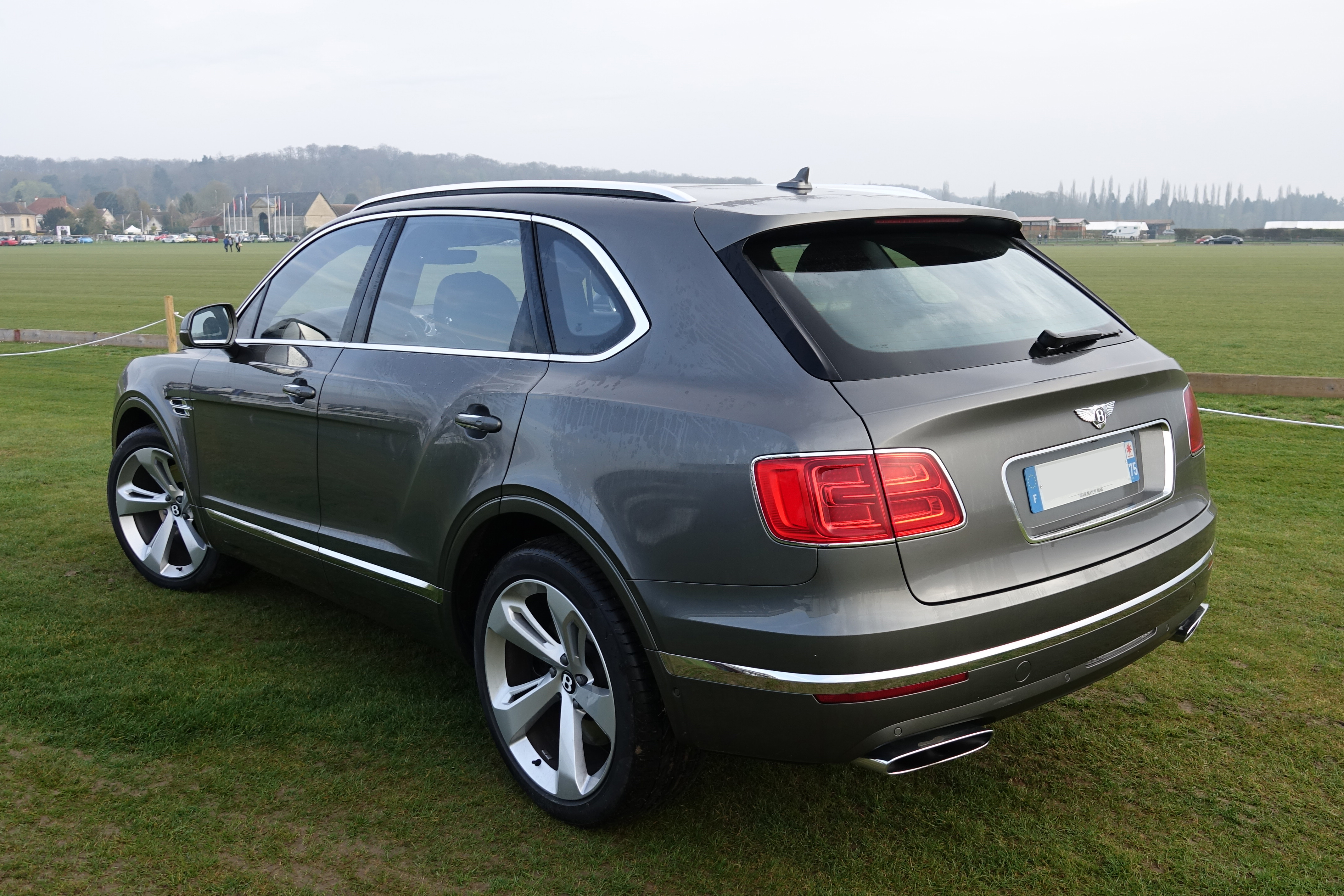

### Phase 2
Présentée le 1er juillet 2020, le Bentayga restylé est commercialisé durant le deuxième semestre 2020.
La partie arrière du Bentayga s'offre de nouveaux feux de forme ovale qui évoquent les dernières créations de la marque, comme la Continental GT de 2017. Le hayon est plus large et plus imposant. La plaque d'immatriculation est désormais intégrée au bouclier aux formes retravaillées, et non plus au hayon. Les échappements adoptent un nouveau dessin.
À l'avant, les modifications sont plus discrètes. La calandre est plus droite, alors que les feux sont affinés. Le pare-chocs est redessiné. 
L'habitacle est aussi modifié. L'écran tactile grandit pour atteindre les 10,9 pouces alors que le système multimédia est entièrement modernisé. Au centre, les aérateurs ne sont plus ronds. SI les dimensions extérieures restent inchangées, le Bentayga offre plus d'espace aux jambes (10 cm supplémentaires).

Bentley Bentayga
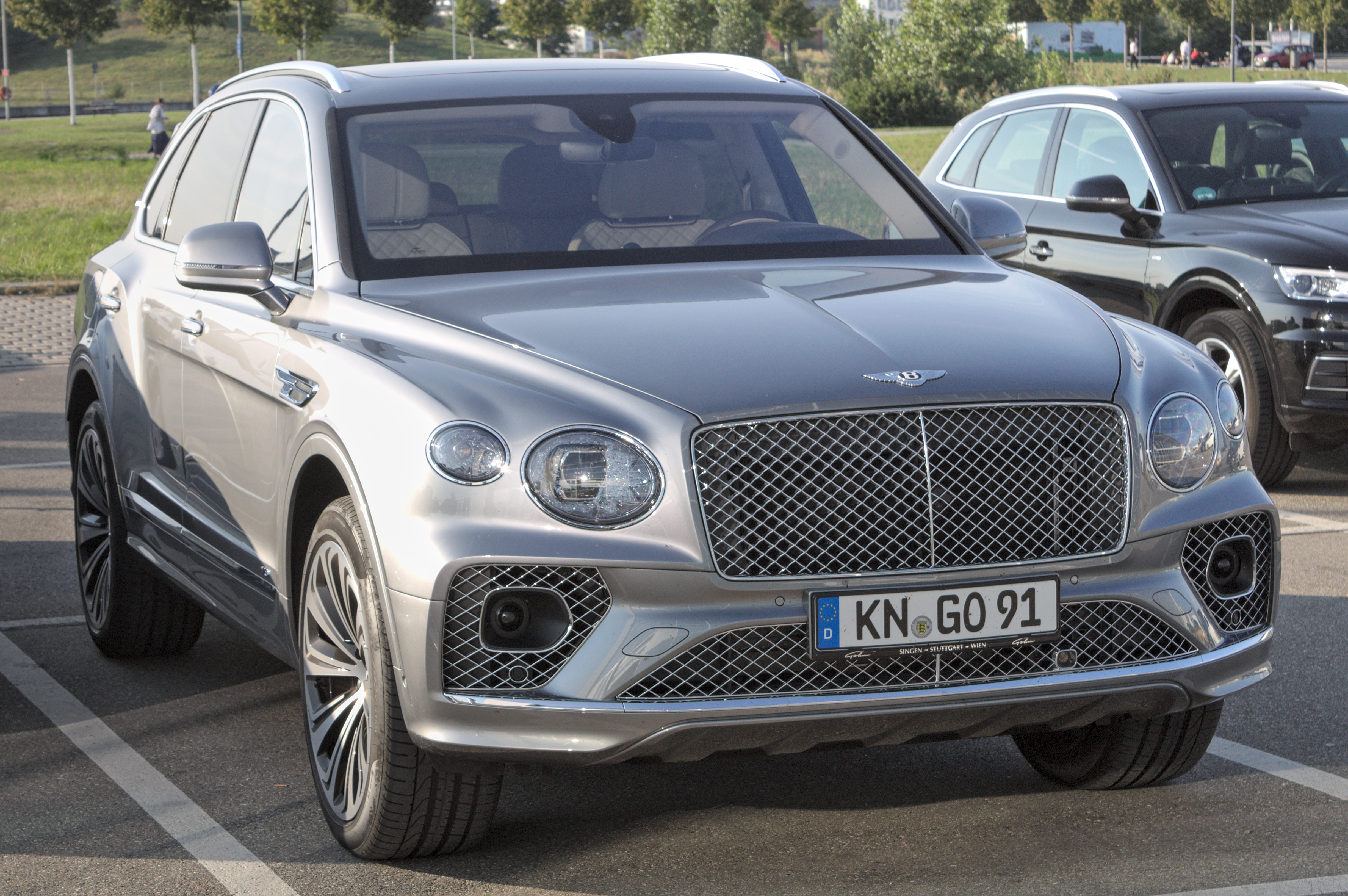
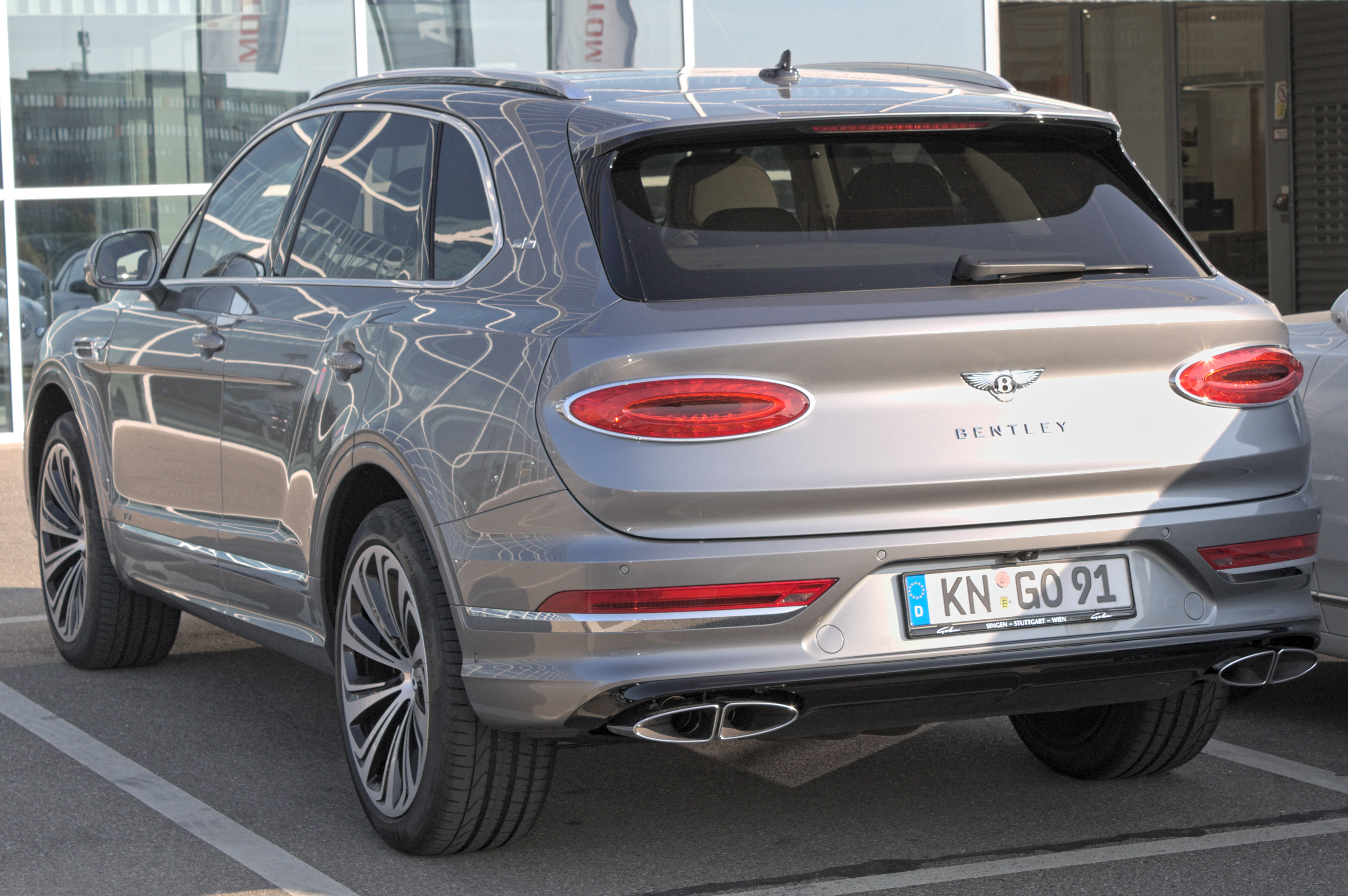

## Caractéristiques Techniques
Le SUV Bentley repose sur la plateforme technique de son cousin Audi Q7 II.
À partir de novembre 2019, le SUV propose de nouvelles configurations intérieures de 4 à 7 places au lieu des seules 5 places disponibles à l'origine.

### Motorisations
Le Bentayga est commercialisé avec un moteur W12 essence début 2016, puis en V8 diesel en janvier 2017 provenant de l'Audi SQ7.
En janvier 2018, le Bentayga est dévoilé avec un V8 essence de 550 ch provenant du cousin Porsche Cayenne, puis la version hybride est présentée au Salon international de l'automobile de Genève 2018.
Au salon international de l'automobile de Genève 2019, le constructeur britannique présente la version « Speed » du Bentayga motorisée par le W12 6.0 gonflé de 27 ch supplémentaires, soit 635 ch. La version Speed, comme son nom l'indique, devient le SUV le plus rapide de l'histoire (mais n'est pas le plus puissant) avec 306 km/h, soit 1 km/h de plus que la Lamborghini Urus. Extérieurement, la Bentayga Speed s'offre un spoiler agrandi, des feux plus foncés et des jantes de 22 pouces spécifiques.
En septembre 2019, le constructeur britannique présente la version hybride rechargeable dotée d'une batterie et d'un électromoteur de 94 kW (128 ch), lui permettant de parcourir 39 km en traction électrique, et revendiquant ainsi des émissions de CO2 de 79 g/km.

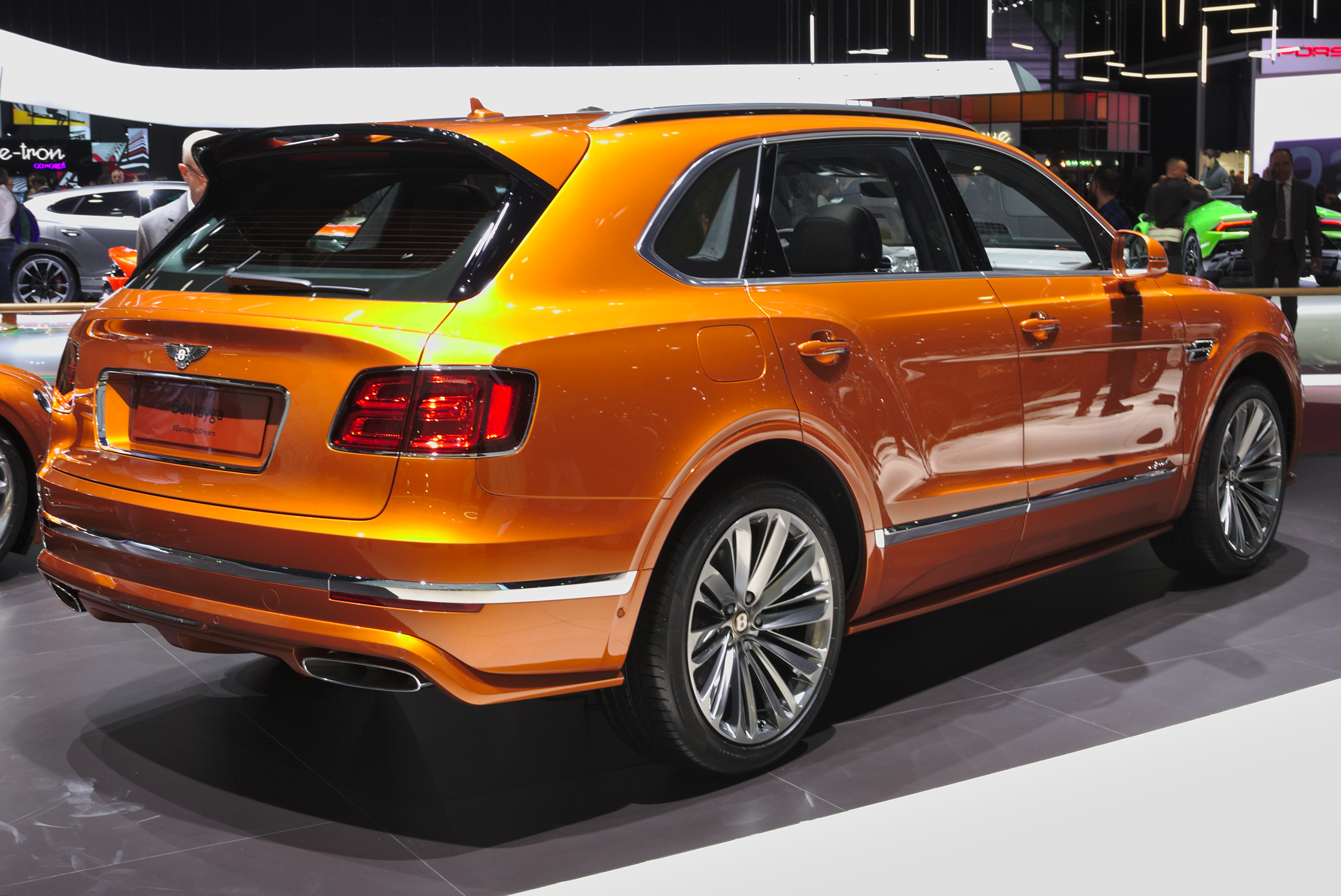
Bentayga Speed
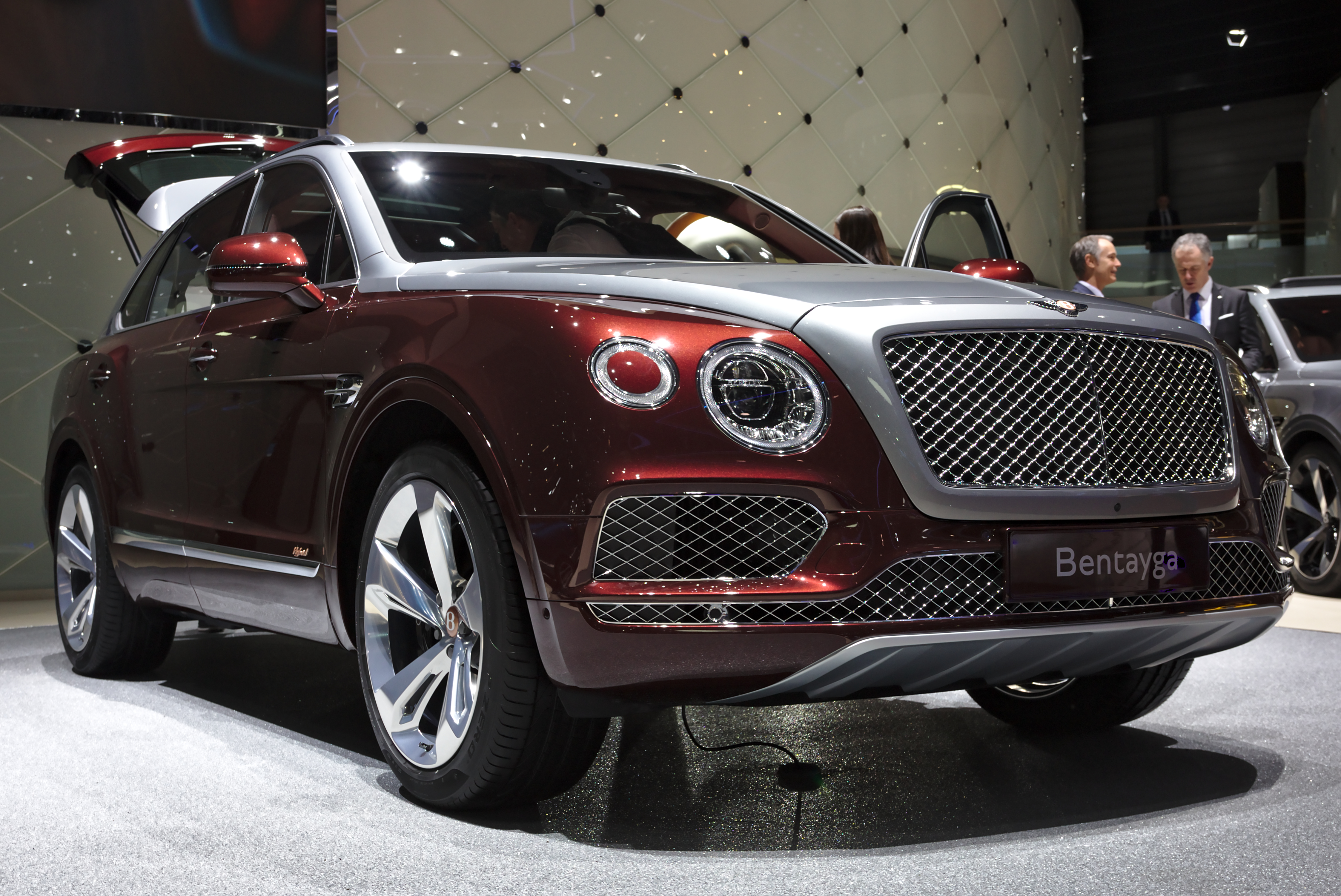
Bentayga Hybrid

| Logo de Bentley            | Bentley Bentayga        | Bentley Bentayga        | Bentley Bentayga        | Bentley Bentayga                                  | Bentley Bentayga                                     | Bentley Bentayga |
| Logo de Bentley            | W12                     | W12 Speed               | V8                      | V6 hybride                                        | V8                                                   |                  |
| -------------------------- | ----------------------- | ----------------------- | ----------------------- | ------------------------------------------------- | ---------------------------------------------------- | ---------------- |
| Carburant                  | Essence                 | Essence                 | Essence                 | Hybride essence                                   | Diesel                                               |                  |
| Cylindrée (cm³)            | 5 998                   | 5 998                   | 3 996                   | 2 996                                             | 3 996                                                |                  |
| Architecture               | 12-cylindres en W       | 12-cylindres en W       | 8-cylindres en V        | 6-cylindres en V                                  | 8-cylindres en V                                     |                  |
| Suralimentation            | Double turbocompresseur | Double turbocompresseur | Double turbocompresseur | Double turbocompresseur + moteur électrique 94 kW | Double turbocompresseur + compresseur électrique 48V |                  |
| Puissance maximale (ch)    | 608                     | 635                     | 552                     | 449                                               | 435                                                  |                  |
| au régime de (tr/min)      | 5 000 à 6 000           | 5 000 à 5 750           | 5 000 à 6 000           | NC                                                | 3 750 à 5 000                                        |                  |
| Couple maximal (N m)       | 900                     | 900                     | 770                     | 700                                               | 900                                                  |                  |
| au régime de (tr/min)      | 1 350 à 4 500           | 1 500 à 5 000           | 1 960 à 4 500           | NC                                                | 1 000 à 3 250                                        |                  |
| Boîte de vitesses          | BVA8                    | BVA8                    | BVA8                    | BVA8                                              | BVA8                                                 |                  |
| Vitesse maximale (km/h)    | 301                     | 306                     | 290                     | 254                                               | 270                                                  |                  |
| 0-100 km/h (s)             | 4,0                     | 3,9                     | 4,5                     | 5,5                                               | 4,8                                                  |                  |
| Consommation (en L/100 km) | 12.8                    | NC                      | 11,4                    | NC                                                | 7,2                                                  |                  |
| Émissions de CO2 (en g/km) | 296                     | 308                     | 260                     | 79                                                | 210                                                  |                  |

NC = non connu

## Version

### Bentayga EWB
Le Bentley Bentayga EWB (Extented Wheelbase) est présentée le 10 mai 2022 et commercialisée à la fin de la même année. L'EWB présente un empattement allongé de 18 cm, soit 3,175 m, pour une longueur totale de 5,322 m, soit 2 cm de moins que sa concurrente Rolls-Royce Cullinan.
La version EWB se différencie de la version classique par une nouvelle calandre avec des lames verticales chromées ainsi que de nouvelles jantes 22 pouces polies.
Les sièges du second rang sont nouveaux et sont nommés Airline Seats. À l'arrière, les équipements suivants sont ajoutés par rapport au Bentayga "classique":
- inclinaison jusqu'à 40° ;
- climatisation automatique régulée en fonction de la chaleur émise par le corps du passager et du niveau d'humidité ;
- sièges massants grâce à des poches d'air et des capteurs de pression (177 points de pression répartis en 6 zones) ;
- accoudoirs chauffants ;
- Écran tactile arrière ;
- toit ouvrant panoramique reculé par rapport au Bentayga "classique".

Le Bentley Bentayga EWB se distingue en outre de sa version courte par une finition intérieure et des éléments esthétiques spécifiques.

## Finitions

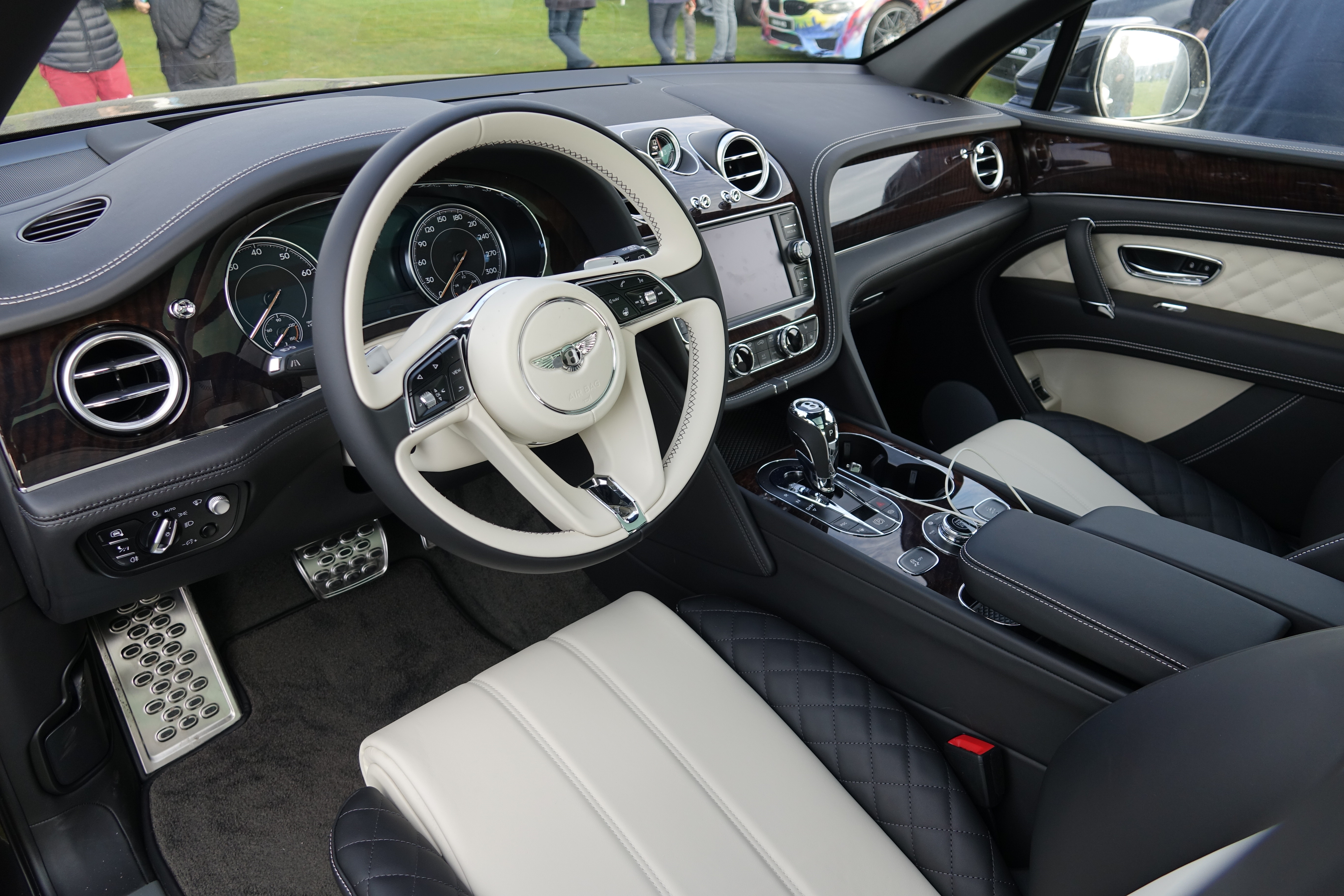
Planche de bord du Bentley Bentayga.

En juillet 2016, Mulliner (le département "sur-mesure" de la marque) sort une version "Fly Fishing" pour les passionnés de pêche à la mouche. Un système de déshumidificateur électronique est intégré au véhicule pour le protéger de l’humidité.

### Séries limitées
- Bentayga First Edition (W12 6.0) : présentée au Salon de l'automobile de Los Angeles en novembre 2015 et limitée à 608 exemplaires :
  - 10 teintes disponibles ;
  - ambiance lumineuse personnalisée ;
  - badges de l'Union Jack ;
  - jantes 22 pouces finition brossée ;
  - motifs spécifiques "First Edition" sur les sièges.

- Bentayga Mulliner (W12 6.0)[13] :
  - coloris bi-ton ;
  - éclairage d’accueil personnalisable ;
  - finition à la carte ;
  - jantes exclusives de 22" ;
  - placage spécifique ;
  - refroidisseur de bouteille ;
  - sono Naim for Bentley Audio system (1950 W).

- Bentayga EWB Azure Riviera